# Titinga
Titinga est une localité située dans le département de Boulsa de la province du Namentenga dans la région Centre-Nord au Burkina Faso. 

## Économie
L'économie du village repose sur l'agro-pastoralisme.

## Éducation et santé
Le centre de soins le plus proche de Titinga est le centre de médical avec antenne chirurgicale (CMA) de la province à Boulsa.
Titinga possède une école primaire publique.